# Alberto Suppici
Alberto Horacio Suppici Sedes (20. november 1898 – 21. juni 1981) var en uruguayansk fodboldspiller og træner, der var træner for det uruguayanske landshold, der vandt guld ved VM i 1930 på hjemmebane. Han trænede landsholdet i to omgange, fra 1928 til 1932 og igen fra 1935 til 1941.
Som aktiv spillede Suppici for Montevideo-klubben Nacional.